# Jean Marc (Nouveau Testament)
Ne doit pas être confondu avec Marc (évangéliste) ou Marc (cousin de Barnabé).
Pour les articles homonymes, voir saint Marc et Jean-Marc.
Jean, surnommé Marc (en grec ancien : Ιωάννης Μάρκος / Iôánnês Márkos ; en latin : Iohannes Marcus), est un Juif de Jérusalem ayant vécu au Ier siècle. Converti au christianisme, il participe à plusieurs missions d'évangélisation en Méditerranée.
Vers 44, il part en voyage avec les apôtres Barnabé, qui est peut-être de sa famille, et Paul pour évangéliser l'île de Chypre. Il les quitte subitement à Pergé afin de rentrer à Jérusalem, pour une raison inconnue et qui fut de nombreuses fois débattue. Vers 50, lorsqu'ils planifient un nouveau voyage missionnaire, Paul refuse de reprendre Jean Marc contrairement à Barnabé. Les deux hommes se disputent, alors Barnabé retourne à Chypre avec Jean Marc.
Selon certaines traditions chrétiennes, la maison de sa mère Marie est aujourd'hui le monastère orthodoxe Saint-Marc de Jérusalem. Plusieurs traditions en font un des Septante disciples de Jésus, ainsi qu'évêque et martyr. Depuis les origines du christianisme, son identification à Marc l’Évangéliste, auteur de l'Évangile selon Marc, et à Marc, cousin de Barnabé, est controversée mais courante.

## Nouveau Testament
En 44, le roi Hérode Agrippa persécute les chrétiens, l'apôtre Pierre et d'autres fidèles trouvent refuge chez une certaine Marie de Jérusalem. Cette dernière a un fils que les Actes des apôtres présente comme : « Jean, surnommé Marc ».
Après la mort du roi à la même période, Paul et Barnabé emmènent Jean Marc pour qu'il les assiste dans l'évangélisation. Ils partent pour les îles de Chypre (région d'origine de Barnabé) et de Salamine. Leur collaboration est de courte durée : au port de Pergé, en Pamphylie, Jean Marc les abandonne subitement pour retourner auprès de sa mère.
Lorsque Paul et Barnabé repartent en mission vers 50, Barnabé insiste pour que Jean Marc vienne avec eux. Mais Paul refuse catégoriquement en raison de son abandon en Pamphylie. Les deux hommes ont une dispute violente : d'une part, Barnabé retourne avec Jean Marc en Chypre ; d'autre part, Paul décide d'aller en Syrie et en sa Cilicie natale.

## Tradition chrétienne

### Compagnon de Pierre et évangéliste
Dans la première épître de Pierre, attribuée à l'apôtre, pourtant écrite à la fin du Ier siècle, l'auteur dit écrire depuis « Babylone » (surnom chrétien de Rome) et appelle un dénommé Marc « mon fils ». Papias, évêque d'Hiérapolis la fin du Ier siècle et traditionniste, raconte que Jean Marc avait une grande proximité avec l'apôtre et qu'il était devenu son herméneutès, ce qui peut être compris comme traducteur ou interprète. L'évêque dit encore que Jean Marc « écrivit exactement, mais sans ordre, tout ce qu’il se rappelait des paroles ou des actions du Christ ».

### Disciple de Jésus
Selon une tradition, Jean Marc est un des Septante disciples dont parle l’Évangile selon Luc, que Jésus de Nazareth avait désigné et envoyé pour annoncer qu'il est le Messie et que le royaume de Dieu est proche,. Lorsque Jésus est arrêté, l’Évangile selon Marc raconte qu'un jeune homme reste avec lui quand les apôtres s'enfuient. Le jeune homme est obligé de déguerpir aussi, et le drap dont il est vêtu est arraché par un soldat romain. Cet élément du Sondergut marcien a conduit beaucoup de commentateurs à supposer qu'il s'agit de Jean Marc, mais d'autres hypothèses existent. Par ailleurs, Papias affirme que Jean Marc n'a jamais entendu ni rencontré Jésus, et qu'il tient ses renseignements de l'apôtre Pierre ; cette opinion est partagée par plusieurs théologiens postérieurs,,.

### Liens avec Paul et Barnabé
Dans l'Antiquité, il est habituel pour les Juifs d'ajouter un nom grec ou latin à leur nom hébreu, ce qui permet de différencier les personnes. Le prénom hébreu Jean (en hébreu : יוֹחָנָן / Yohanan) et le praenomen Marcus sont très communs à l'époque.
Parmi les épîtres de Paul, un Marc est mentionné dans l'authentique épître à Philémon, comme l'un de ses « compagnons d’œuvre ». Dans la deuxième épître à Timothée, cette fois inauthentique, le pseudo-Paul lui dit de prendre un Marc « car il m’est utile pour le ministère ». La tradition chrétienne suppose que Paul et Jean Marc se sont réconciliés à un moment donné, et que Jean Marc est devenu un compagnon de voyage estimé par l'apôtre.
L'épître aux Colossiens, aussi inauthentique, dit qu'un dénommé Marc est l'ánepsiós (ἀνεψιός) de l'apôtre Barnabé, grand compagnon de voyage de Paul. Le terme est ambigu car il peut désigner soit un neveu par la sœur soit un cousin maternel. Le cousinage entre Barnabé et Jean Marc est une opinion courante depuis les origines du christianisme.
Dans la liste des Septante disciples attribuée à Hippolyte de Rome (IIIe siècle), l'auteur distingue Marc, cousin de Barnabé et évêque d'Apollonie, de « Marc, aussi appelé Jean ».

### Évêque
Une tradition courante, tardive et attestée seulement depuis Eusèbe de Césarée, affirme que le premier évêque d'Alexandrie est Jean Marc. L'évêché d'Alexandrie aurait été fondé durant les premiers années du règne de l'empereur Claude et un dénommé Ananie succède à Marc durant la huitième année du règne de Néron (61 ou 62). Cela est contredit par le récit des Actes et par celui des épîtres apostoliques, qui témoignent d'une activité missionnaire de Jean Marc. Martyr et enterré à Alexandrie selon une tradition du IVe siècle, les reliques supposées de Marc sont volées par des marchands vénitiens au début IXe siècle. Elles sont depuis dans la basilique Saint-Marc de Venise.
Le pseudo-Hippolyte de Rome distingue Marc l’Évangéliste, évêque d'Alexandrie, et Jean Marc évêque de Byblos (Bibloupolis).

## Vénération
Dans le Martyrologe romain et plusieurs confessions de l'Église orthodoxe, Marc, évêque de Byblos, est fêté le 27 septembre,. L’Église catholique et plusieurs confessions de l’Église orthodoxe le fête le 25 avril quand il est associé avec Marc l’Évangéliste.